# Мідицеподібні
Мідицеподібні (Soriciformes, або Soricomorpha) — ряд ссавців з надряду Лавразіотерії (Laurasiatheria). Часто розглядають у складі збірної групи землерийки разом з їжаками, гімнурами, тупаями, макросцелідами тощо. Мідицеподібні — сестринська група до їжакоподібних, з якими вона формує надряд комахоїдних (Insectivora).

## Назва
Назва групи пов'язана з типовою родиною мідицеві (Soricidae) і її типовим родом мідиця (Sorex). Морфема «-iformes» позначає ранг ряду, морфема «-omorpha» позначає ранг підряду (другу морфему частіше використовували у давніших класифікаціях з визнанням групи у ранзі підряду).
Утворювати назву ряду з псевдотипіфікації на кшталт «землерийкоподібні» є неправильною, але поширеною практикою (зокрема і тут). Морфеми вживаються для однозначно визначених систематичних груп з типовими представниками. Поняття «землерийки» не є однозначним і є описовою назвою збірної групи (не таксона), а тому його не можливо типіфікувати і позначати ним подібність до невизначеної типової групи.

## Родинні стосунки та ранг
Ряд є сестринською групою щодо родини їжакові, з якими його об'єднують у ряд або надряд комахоїдних: раніше мідицеподібних і їжакоподібних визнавали у ранзі підрядів ряду комахоїдоподібних, тепер — аналогічних за обсягом рядів надряду комахоїдоподібних.
У широкому розумінні (як землерийки) група не складає монофілетичної групи через парафілетичність відносно родини їжакових та належать до надряду комахоїдних (Insectivora).

## Представники
Представники — тварини, що ведуть переважно підземний спосіб життя, розміром від 3,5 см і ваги 2 г у етруської землерийки до 32 см і ваги 1000 г у кубинського щілинозуба.
У складі ряду розрізняють такі чотири родини:
- незофонтієві — Nesophontidae
- щілинозубові — Solenodontidae
- мідицеві — Soricidae (три роди є у фауні України)
- кротові — Talpidae (два роди є у фауні України)